# Platyarthrus costulatus
Platyarthrus costulatus là một loài chân đều trong họ Platyarthridae. Loài này được Verhoeff miêu tả khoa học năm 1908.